# Stazione di Asiago

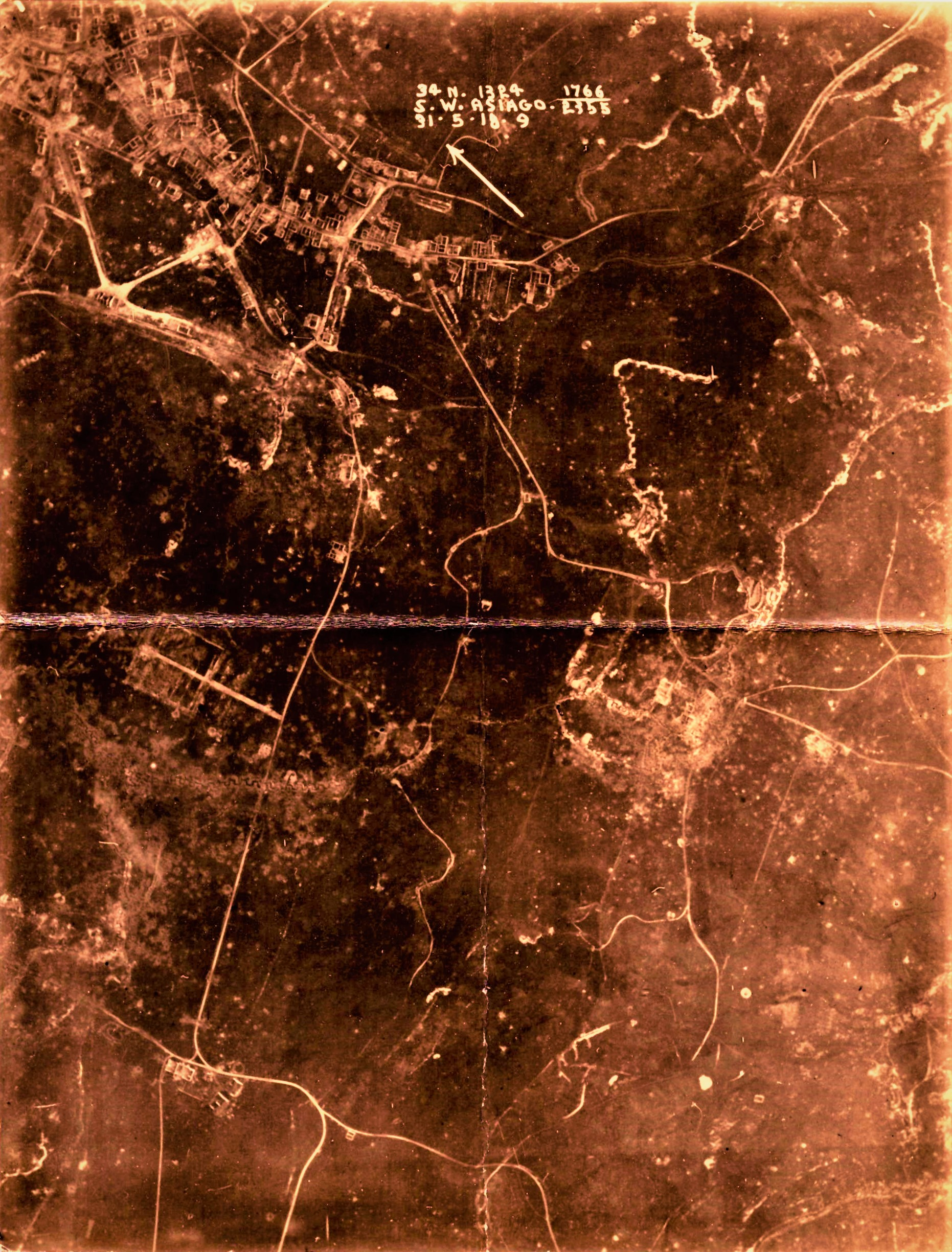
Foto aerea del 1918 in alto a sinistra la stazione bombardata.

La stazione di Asiago era la stazione ferroviaria di Asiago posta lungo il capolinea della ex linea ferroviaria a scartamento ridotto Rocchette-Asiago che venne chiusa il 31 luglio 1958. Attualmente è sede dell'Unione montana Spettabile Reggenza dei Sette Comuni mentre il vicino stadio del ghiaccio Hodegart era la rimessa delle locomotive.

## Storia
La stazione fu aperta il 10 febbraio 1910 e faceva parte della Ferrovia Rocchette-Asiago, fu poi distrutta, insieme al paese, a seguito dei bombardamenti durante la battaglia degli Altipiani, nella prima guerra mondiale. Dopo gli eventi bellici la stazione venne ricostruita. Continuò il suo esercizio fino al 31 luglio 1958 insieme all'intera linea.

## Strutture e impianti
La stazione era dotata da un fabbricato viaggiatori, due binari passanti, un magazzino merci e un deposito locomotive. Oggi rimane solo il fabbricato viaggiatori adibito ad uffici turistici mentre il magazzino merci e il deposito locomotive vennero demoliti dopo la chiusura, al posto dell'ex sedime ferroviario (compreso il luogo dove sorgevano il magazzino merci e il deposito locomotive) è stato costruito un parcheggio e lo stadio del ghiaccio Hodegart.